# Symbolic (album)
Pour les articles homonymes, voir Symbolic.
Albums de Death
Individual Thought Patterns
(1993) The Sound of Perseverance
(1998)
Symbolic est le titre du sixième album du groupe Death, sorti en 1995.
Tout comme ses prédécesseurs, cet album est technologiquement en avance sur son temps. La durée moyenne des titres est d'environ 5 minutes, alors qu'elle était plus proche de 4 minutes sur les albums précédents. Cela est dû aux tempos plus lents qui se rapprochent du death metal traditionnel. Pour cette raison, il est considéré comme étant plus progressif.
Aucun vidéo clip n'a été réalisé pour cet album et seul le titre Empty Words a été sorti sous forme de single.
La chanson Symbolic a été reprise par Scariot sur l'album Momentum Shift en 2007. Crystal Mountain a quant à elle été reprise par Epica sur le single Quietus (Silent Reverie) de 2005.
Le webzine Metal Rules l'a classé 7e meilleur album de metal extrême et 58e meilleur album de heavy metal.

## Liste des pistes
1. Symbolic - 6:33
2. Zero Tolerance - 4:48
3. Empty Words - 6:22
4. Sacred Serenity - 4:27
5. 1,000 Eyes - 4:28
6. Without Judgement - 5:28
7. Crystal Mountain - 5:07
8. Misanthrope - 5:03
9. Perennial Quest - 8:21

## Version remasterisée
Une version remasterisée de Symbolic est sortie le 1er avril 2008 et contient 5 pistes bonus:
1. Symbolic Acts (demo instrumentale de Symbolic)
2. Zero Tolerance (demo instrumentale)
3. Crystal Mountain (demo instrumentale)
4. Misanthrope (demo instrumentale)
5. Symbolic Acts (version symphonique avec paroles)

## Crédits
- Chuck Schuldiner : guitare et chant, producteur
- Gene Hoglan : batterie
- Bobby Koelble : guitare
- Kelly Conlon : basse
- Scott Burns : producteur